# Chocolate (2008)
Chocolate (Thais: ช็อคโกแลต) is een Thaise misdaad-martialartsfilm uit 2008 onder regie van Prachya Pinkaew. Hoofdrolspeelster JeeJa Yanin werd voor haar rol hierin als autistische vechtmachine genomineerd voor de Asian Film Award voor beste nieuwkomer.

## Verhaal
Sin (Ammara Siripong) werkt voor de Thaise gangster No. 8 (Pongpat Wachirabunjong), maar wordt verliefd op zijn concurrent, de Japanse Yakuza-baas Masashi (Hiroshi Abe). De liefde blijkt wederzijds. Beide criminelen hadden niettemin met elkaar afgesproken om uit elkaars vaarwater te blijven. Wanneer No. 8 doorkrijgt wat er speelt, wil hij niet dat Sin en Masashi nog met elkaar omgaan. Hij vertrekt, maar zweert Masashi te vermoorden als hij en Sin ooit nog contact met elkaar hebben. Op haar aandringen, gaat hij daarom terug naar Japan. Sin is niettemin zwanger van Masashi en bevalt alleen van hun dochter Zen. Het meisje blijkt autistisch en Sin heeft als alleenstaande moeder haar handen vol aan haar dochter. Ze schrijft Masashi hierover na verloop van tijd, maar No. 8 wordt hiervan door zijn mensen op de hoogte gebracht. Om Sin te straffen, hakt hij haar grote teen af voor de ogen van peuter Zen.
Sin verhuist met Zen naar een andere buurt en de jaren verstrijken, maar zonder dat ze het weet worden haar gangen daar nog steeds nagetrokken door No.8's mensen. Ze moet haar nieuwe onderkomen delen met een Muay Thai-school. Zen gaat graag naar de trainende mannen kijken en begint thuis op eigen initiatief hun bewegingen na te doen tegen een pilaar. Sin knoopt er dekens omheen zodat Zen zich niet meer verwondt. Sin neemt ook het straatjongetje Mang Moom (Taphon Phopwandee) in huis zodat Zen gezelschap heeft wanneer zij zelf naar haar werk is. Moom ontdekt door balletjes naar haar te gooien dat Zen buitengewone reflexen en een ongekend observeringsvermogen heeft. Het maakt niet uit vanuit welke richting hij dit doet en of Zen de balletjes lijkt te kunnen zien, ze vangt ze allemaal. Daarbij beweegt ze alleen haar armen en handen, verder vertrekt ze geen spier. Moom ziet de mogelijkheden hiervan in en neemt Zen mee de straat om om samen geld te verdienen. Mensen mogen ballen gooien en de op een stoel zittende Zen proberen te raken. Daarna gaat hij met de pet rond. Niemand raakt Zen, ook niet de jongens die vanuit het niets een mes naar haar gooien en dat ook gevangen zien worden. Wanneer Moom kwaad op ze wordt, vallen ze hem aan. Als Zen dit ziet, staat ze op en toont ze voor het eerst wat ze heeft geleerd van het imiteren van de muay thai-vechters en de helden in de knokfilms die ze intensief bestudeert. De jongens maken geen schijn van kans en krijgen er flink van langs. Hoewel Zen voor geen mens vreest, raakt ze niettemin wel volkomen over haar toeren van vliegen, die Moom bij haar weg probeert te houden.
Moom geeft het geld dat ze verdienen thuis aan Sin. Zij moet een chemokuur ondergaan, maar dreigt steeds geld tekort te komen voor de volgende behandeling. Wanneer ze weer een nacht van huis is om chemotherapie te ondergaan, vindt Moom in huis een boekje waarin hij leest dat er een hele hoop mensen Sin nog geld schuldig zijn. Hij wil dit voor haar ophalen bij de schuldenaars om de chemokuur te kunnen betalen, maar dit blijken stuk voor stuk criminelen. Ze weigeren een cent op te hoesten en sturen Moom en Zen spottend weg. In een droom komt bij Zen het besef dat ze het geld dat haar moeder zo hard nodig heeft, ook terug kan krijgen door de schuldenaars aan te pakken met haar vechtkunsten. Ze gaat alleen terug naar de eerste man die haar en Moom wegstuurde en eist het geld voor haar moeder. De man denkt er niet over en wenkt zijn handlangers om Zen eruit te gooien, maar zij gaat los en slaat de ene na de andere aanvaller neer. Wanneer alleen de schuldenaar zelf nog over is, haalt ze zijn geld uit zijn buidel en geeft ze dit aan Moom. Wanneer die beseft wat er is gebeurd, wordt hem duidelijk dat ze de lijst schuldenaars zo toch kunnen gaan afwerken.
No.8 verneemt ook wat Sins dochter aan het uitspoken is. Het bevalt hem niets dat het meisje zijn onderwereldcontacten aanpakt. Daarom laat hij ter waarschuwing een doosje smarties achter voor Zen bij de receptie van het ziekenhuis. Als ze dit thuis openmaakt, komt daar de inmiddels rottende afgehakte teen van Sin uit. Die ziet het en eist uitleg van Moom. Dan krijgt ze voor het eerst te horen waar Moom en Zen mee bezig zijn. Uit vrees voor No.8 stuurt Sin weer een brief naar Masashi, die meteen richting Thailand vertrekt voor zijn dochter en de vrouw die hij altijd is blijven liefhebben. In een restaurant komt het tot een allesbeslissende climax tussen enerzijds No.8 en zijn manschappen en anderzijds Masashi en de ontketende en van iedere tegenstander constant nieuwe technieken bijlerende Zen.

## Cast
- JeeJa Yanin - Zen
  - Patsorn Koncameesuk - Zen, 8 jr. (als Patsorn Kongmeesuk)
  - Thunchalaporn Chewcharm - Zen, 3 jr. (als Thunchalanporn Chiewcharn)
- Hiroshi Abe - Masashi
- Pongpat Wachirabunjong - No. 8
- Taphon Phopwandee - Mang Moom
- Ammara Siripong - Sin
- Dechawut Chuntakaro - Priscilla
- Hiro Sano - Ryo
- Aroon Wanatsabadeewong - Schuldenaar van de ijsfabriek
- Anusuk Jangajit - Schuldenaar van de winkel
- Nattakit Teachachevapong - Schuldenaar van de vleesverwerking
- Kittitat Kowahagul - No.8's epileptische lijfwacht
- Thanyathon Seekhiaw - Fur
- Pirom Ruangkitjakan - Petch
- Soumia Abalhaya - Naamloze handlangster

## Aftiteling
Even nadat de aftiteling begint te lopen, gaan daarin videobeelden meelopen waarin vechtscènes te zien zijn die verkeerd liepen tijdens de opnames. Hierin is te zien hoe door ongelukken tijdens uitgevoerde trappen, slagen en valpartijen tientallen mensen echt verwond raakten, waaronder ook meerdere keren hoofdrolspeelster Yanin zelf.